# Far East Cup w biegach narciarskich 2017/2018
Far East Cup w biegach narciarskich 2017/2018 to kolejna edycja tego cyklu zawodów. Rywalizacja rozpoczęła się 26 grudnia 2017 w japońskim Otoineppu, a zakończyła się 13 stycznia 2018 w południowokoreańskim ośrodku narciarskim Alpensia Resort.
W poprzednim sezonie tego cyklu najlepszą wśród kobiet była Koreanka Lee Chae-won, a wśród mężczyzn Japończyk Nobuhito Kashiwabara.

## Kalendarz i wyniki

### Kobiety
| Lp | Data             | Miejscowość            | Dystans              | 1. miejsce     | 2. miejsce      | 3. miejsce     |
| -- | ---------------- | ---------------------- | -------------------- | -------------- | --------------- | -------------- |
| 1. | 26 grudnia 2017  | Otoineppu              | 5 km s. klasycznym   | Masako Ishida  | Yuki Kobayashi  | Kozue Takizawa |
| 2. | 27 grudnia 2017  | Otoineppu              | 5 km s. dowolnym     | Masako Ishida  | Shiori Yokohama | Miki Kodama    |
| 3. | 6 stycznia 2018  | Sapporo/ Shirahatayama | 5 km s. klasycznym   | Masako Ishida  | Yuki Kobayashi  | Kozue Takizawa |
| 4. | 7 stycznia 2018  | Sapporo/ Shirahatayama | Sprint s. klasycznym | Kozue Takizawa | Rin Sobue       | Miki Kodama    |
| 5. | 8 stycznia 2018  | Sapporo/ Shirahatayama | 10 km s. dowolnym    | Yuki Kobayashi | Shiori Yokohama | Lee Chae-won   |
| 6. | 11 stycznia 2018 | Alpensia Resort        | Sprint s. dowolnym   | Odwołano       | Odwołano        | Odwołano       |
| 7. | 11 stycznia 2018 | Alpensia Resort        | 5 km s. klasycznym   | Lee Chae-won   | Aimee Watson    | Ju Hye-ri      |
| 8. | 12 stycznia 2018 | Alpensia Resort        | 5 km s. dowolnym     | Lee Chae-won   | Ju Hye-ri       | Miki Kodama    |

### Mężczyźni
| Lp | Data             | Miejscowość            | Dystans              | 1. miejsce        | 2. miejsce        | 3. miejsce           |
| -- | ---------------- | ---------------------- | -------------------- | ----------------- | ----------------- | -------------------- |
| 1. | 26 grudnia 2017  | Otoineppu              | 10 km s. klasycznym  | Keishin Yoshida   | Naoto Baba        | Jun Ishikawa         |
| 2. | 27 grudnia 2017  | Otoineppu              | 10 km s. dowolnym    | Naoto Baba        | Keishin Yoshida   | Jun Ishikawa         |
| 3. | 6 stycznia 2018  | Sapporo/ Shirahatayama | 10 km s. klasycznym  | Hiroyuki Miyazawa | Takanori Ebina    | Keishin Yoshida      |
| 4. | 7 stycznia 2018  | Sapporo/ Shirahatayama | Sprint s. klasycznym | Hiroyuki Miyazawa | Takanori Ebina    | Nobuhito Kashiwabara |
| 5. | 8 stycznia 2018  | Sapporo/ Shirahatayama | 15 km s. dowolnym    | Keishin Yoshida   | Hiroyuki Miyazawa | Naoto Baba           |
| 6. | 11 stycznia 2018 | Alpensia Resort        | Sprint s. dowolnym   | Odwołano          | Odwołano          | Odwołano             |
| 7. | 11 stycznia 2018 | Alpensia Resort        | 5 km s. klasycznym   | Hiroyuki Miyazawa | Naoto Baba        | Lee Geon-yong        |
| 8. | 12 stycznia 2018 | Alpensia Resort        | 10 km s. dowolnym    | Hiroyuki Miyazawa | Naoto Baba        | Lee Geon-yong        |

## Klasyfikacje
| Lp. | Zawodniczka     | Punkty |
| --- | --------------- | ------ |
| 1.  | Miki Kodama     | 371    |
| 2.  | Yuki Kobayashi  | 330    |
| 3.  | Masako Ishida   | 300    |
| 4.  | Kozue Takizawa  | 288    |
| 5.  | Lee Chae-won    | 276    |
| 6.  | Rin Sobue       | 236    |
| 7.  | Ju Hye-ri       | 220    |
| 8.  | Shiori Yokohama | 216    |
| 9.  | Nasae Tsuchiya  | 179    |
| 10. | Hikari Miyazaki | 158    |
| 11. | Yukari Tanaka   | 137    |
| 12. | Yuka Watanabe   | 123    |
| 13. | Chika Kobayashi | 120    |
| 14. | Sumiko Ishigaki | 118    |
| 15. | Yu Kaisaka      | 116    |

| Lp. | Zawodnik             | Punkty |
| --- | -------------------- | ------ |
| 1.  | Hiroyuki Miyazawa    | 458    |
| 2.  | Naoto Baba           | 445    |
| 3.  | Keishin Yoshida      | 340    |
| 4.  | Takanori Ebina       | 265    |
| 5.  | Akira Lenting        | 206    |
| 6.  | Jun Ishikawa         | 191    |
| 7.  | Kaichi Naruse        | 177    |
| 8.  | Hikari Fujinoki      | 157    |
| 9.  | Takeo Hoshino        | 155    |
| 10. | Lee Geon-yong        | 120    |
| 11. | Nobuhito Kashiwabara | 114    |
| 12. | Akihito Uda          | 112    |
| 13. | Hyuga Otaki          | 101    |
| 14. | Tomoki Sato          | 89     |
| 15. | Kim Min-woo          | 86     |